# خانه منصور کرونی (کنیسه یهودیان)
خانه منصورکرونی (کنیسه یهودیان) مربوط به دوره پهلوی اول است و در شیراز، خیابان زند، نبش کوچه شهرداری سابق واقع شده و این اثر در تاریخ ۱۰ خرداد ۱۳۸۲ با شمارهٔ ثبت ۹۰۰۹ به‌عنوان یکی از آثار ملی ایران به ثبت رسیده است.